# Participantes da Volta a Espanha de 2010
A Volta a Espanha de 2010 contou com a participação de 198 ciclistas em 22 equipas de 9 a cada um, dos quais 154 conseguiram finalizar a corrida.
A seguinte tabela mostra a lista dos participantes, a posição final da cada um e no caso de abandono, a etapa na qual deixaram de participar (ver legenda):
| Cervélo Test Team     | Cervélo Test Team          | Cervélo Test Team     | Footon–Servetto–Fuji | Footon–Servetto–Fuji      | Footon–Servetto–Fuji | Team Sky          | Team Sky             | Team Sky          |
| --------------------- | -------------------------- | --------------------- | -------------------- | ------------------------- | -------------------- | ----------------- | -------------------- | ----------------- |
| 1                     | Íñigo Cuesta               | 24º                   | 81                   | Alberto Benitez           | 73º                  | 161               | Thomas Lövkvist      | NP-8              |
| 2                     | Theo Bos                   | AB-17                 | 82                   | Manuel Cardoso            | 126º                 | 162               | John-Lee Augustyn    | AB-3              |
| 3                     | Philip Deignan             | AB-11                 | 83                   | Giampaolo Cheula          | 84º                  | 163               | Kjell Carlström      | NP-8              |
| 4                     | Stefan Denifl              | AB-14                 | 84                   | Arkaitz Duram             | HD-2                 | 164               | Juan Antonio Flecha  | AB-7              |
| 5                     | Xavier Florencio           | 102º                  | 85                   | David Gutiérrez Gutiérrez | 111º                 | 165               | Simon Gerrans        | NP-8              |
| 6                     | Oscar Pujol                | 64º                   | 86                   | Enrique Mata              | 120º                 | 166               | Peter Kennaugh       | NP-8              |
| 7                     | Thor Hushovd               | NP-17                 | 87                   | Martin Pedersen           | 129º                 | 167               | Lars-Petter Nordhaug | NP-8              |
| 8                     | Carlos Sastre              | 7º                    | 88                   | Johnnie Walker            | 145º                 | 168               | Ian Stannard         | NP-8              |
| 9                     | Xavier Tondo               | 5º                    | 89                   | David Vitoria             | AB-12                | 169               | Ben Swift            | AB-3              |
| AG2R La Mondiale      | AG2R La Mondiale           | AG2R La Mondiale      | Française des Jeux   | Française des Jeux        | Française des Jeux   | Team HTC-Columbia | Team HTC-Columbia    | Team HTC-Columbia |
| 11                    | Nicolas Roche              | 6º                    | 91                   | Christophe Le Mével       | 13º                  | 171               | Lars Ytting Bak      | 154º              |
| 12                    | José Luis Arrieta          | AB-15                 | 92                   | Rémy Di Gregorio          | 19º                  | 172               | Mark Cavendish       | 142º              |
| 13                    | Guillaume Bonnafond        | 56º                   | 93                   | Pierre Cazaux             | 108º                 | 173               | Bernhard Eisel       | AB-4              |
| 14                    | Hubert Dupont              | 53º                   | 94                   | Sébastien Chavanel        | 137º                 | 174               | Matthew Goss         | 136º              |
| 15                    | Sébastien Hinault          | 115º                  | 95                   | Mickaël Chérel            | 60º                  | 175               | Hayden Roulston      | AB-13             |
| 16                    | Biel Kadri                 | 80º                   | 96                   | Yauheni Hutarovich        | 133º                 | 176               | Kanstantsin Siutsou  | 36º               |
| 17                    | Rinaldo Nocentini          | 51º                   | 97                   | Gianni Meersman           | 96º                  | 177               | Tejay van Garderen   | 33º               |
| 18                    | Christophe Riblon          | 128º                  | 98                   | Yoann Offredo             | AB-10                | 178               | Martin Velits        | 104º              |
| 19                    | Ludovic Turpin             | 21º                   | 99                   | Arthur Vichot             | AB-15                | 179               | Peter Velits         | 2º                |
| Andalucía-Cajasur     | Andalucía-Cajasur          | Andalucía-Cajasur     | Garmin-Transitions   | Garmin-Transitions        | Garmin-Transitions   | Team Katusha      | Team Katusha         | Team Katusha      |
| 21                    | José Ángel Gómez Marchante | 78º                   | 101                  | Tom Danielson             | 8º                   | 181               | Joaquim Rodríguez    | 3º                |
| 22                    | Jorge Martín Montenegro    | 148º                  | 102                  | Julian Dean               | NP-13                | 182               | Giampaolo Caruso     | 34º               |
| 23                    | Sergio Carrasco            | 91º                   | 103                  | Tyler Farrar              | 140º                 | 183               | Denis Galimzyanov    | NP-14             |
| 24                    | Juan Javier Estrada        | 90º                   | 104                  | Michel Kreder             | 150º                 | 184               | Vladimir Gusev       | 15º               |
| 25                    | Javier Moreno              | 50º                   | 105                  | David Millar              | 107º                 | 185               | Joan Horrach         | 72º               |
| 26                    | Manuel Ortega              | 121º                  | 106                  | Thomas Peterson           | 25º                  | 186               | Vladimir Karpets     | 11º               |
| 27                    | Antonio Piedra             | 103º                  | 107                  | Christian Vande Velde     | 57º                  | 187               | Aleksandr Kolobnev   | 27º               |
| 28                    | Javier Ramírez             | 89º                   | 108                  | Matthew Wilson            | 141º                 | 188               | Mijaíl Ignátiev      | 146º              |
| 29                    | José Toribio Alcolea       | 127º                  | 109                  | David Zabriskie           | NP-18                | 189               | Filippo Pozzato      | NP-20             |
| Astana                | Astana                     | Astana                | Lampre-Farnese Vini  | Lampre-Farnese Vini       | Lampre-Farnese Vini  | Team Milram       | Team Milram          | Team Milram       |
| 31                    | Sergey Renev               | 97º                   | 111                  | Alessandro Petacchi       | AB-9                 | 191               | Robert Förster       | 135º              |
| 32                    | Assan Bazayev              | 81º                   | 112                  | Grega Bole                | 95º                  | 192               | Markus Fothen        | NP-11             |
| 33                    | Allan Davis                | 74º                   | 113                  | Danilo Fundo              | 106º                 | 193               | Markus Eichler       | 112º              |
| 34                    | Aleksandr Dyachenko        | 30º                   | 114                  | Andréi Kashechkin         | 16º                  | 194               | Dominik Roels        | 117º              |
| 35                    | Dmitriy Fofonov            | 55º                   | 115                  | Angelo Furlan             | 134º                 | 195               | Johannes Fröhlinger  | 35º               |
| 36                    | Enrico Gasparotto          | 66º                   | 116                  | Marco Marzano             | 38º                  | 196               | Björn Schröder       | 105º              |
| 37                    | Valentin Iglinskiy         | 151º                  | 117                  | Manuele Mori              | 88º                  | 197               | Roy Sentjens         | NP-12             |
| 38                    | Josep Jufré                | 22º                   | 118                  | Daniele Pietropolli       | 59º                  | 198               | Niki Terpstra        | 93º               |
| 39                    | Andrey Zeits               | 101º                  | 119                  | Daniele Righi             | 110º                 | 199               | Paul Voss            | 68º               |
| Bbox Bouygues Telecom | Bbox Bouygues Telecom      | Bbox Bouygues Telecom | Liquigas-Doimo       | Liquigas-Doimo            | Liquigas-Doimo       | Team Saxo Bank    | Team Saxo Bank       | Team Saxo Bank    |
| 41                    | Johann Tschopp             | 79º                   | 121                  | Daniele Bennati           | 83º                  | 201               | Anders Lund          | 46º               |
| 42                    | William Bonnet             | 109º                  | 122                  | Mauro Finetto             | 77º                  | 202               | Fabian Cancellara    | AB-19             |
| 43                    | Freddy Bichot              | AB-9                  | 123                  | Jacopo Guarnieri          | 147º                 | 203               | Kasper Klostergaard  | 138º              |
| 44                    | Vincent Jérôme             | 92º                   | 124                  | Maciej Paterski           | 75º                  | 204               | Juan José Haedo      | 149º              |
| 45                    | Alexandre Pichot           | 119º                  | 125                  | Roman Kreuziger           | 26º                  | 205               | Dominik Klemme       | 153º              |
| 46                    | Perrig Quemeneur           | 98º                   | 126                  | Vincenzo Nibali           | 1º                   | 206               | Gustav Larsson       | 18º               |
| 47                    | Pierre Rolland             | AB-9                  | 127                  | Oliver Zaugg              | 49º                  | 207               | Stuart O'Grady       | NP-10             |
| 48                    | Mathieu Sprick             | 52º                   | 128                  | Ivan Santaromita          | 63º                  | 208               | Andy Schleck         | NP-10             |
| 49                    | Nicolas Vogondy            | NP-19                 | 129                  | Frederik Willems          | 86º                  | 209               | Fränk Schleck        | 4º                |
| Caisse d'Epargne      | Caisse d'Epargne           | Caisse d'Epargne      | Omega Pharma-Lotto   | Omega Pharma-Lotto        | Omega Pharma-Lotto   | Xacobeo Galiza    | Xacobeo Galiza       | Xacobeo Galiza    |
| 51                    | David Arroyo               | 23º                   | 131                  | Jan Bakelants             | 17º                  | 211               | Ezequiel Mosquera    | DSQ               |
| 52                    | Marzio Bruseghin           | 20º                   | 132                  | Jurgen Van Goolen         | 32º                  | 212               | Gustavo César Veloso | 43º               |
| 53                    | Imanol Erviti              | 76º                   | 133                  | Mickaël Delage            | AB-9                 | 213               | Delio Fernandez      | 58º               |
| 54                    | Chente García Deita        | 113º                  | 134                  | Philippe Gilbert          | 48º                  | 214               | David García Dapena  | DSQ               |
| 55                    | David López García         | 40º                   | 135                  | Leif Hoste                | 116º                 | 215               | Marcos Garcia        | 42º               |
| 56                    | Luis Pasamontes            | 45º                   | 136                  | Olivier Kaisen            | 123º                 | 216               | Vladimir Isaichev    | 131º              |
| 57                    | Rubén Plaza                | 14º                   | 137                  | Jean-Christophe Peraud    | 37º                  | 217               | Serafin Martinez     | 61º               |
| 58                    | Luis León Sánchez          | 9º                    | 138                  | Greg Van Avermaet         | 47º                  | 218               | Gonzalo Rabuñal      | 28º               |
| 59                    | Rigoberto Urán             | 31º                   | 139                  | Jelle Vanendert           | AB-15                | 219               | Gustavo Rodríguez    | 67º               |
| Cofidis               | Cofidis                    | Cofidis               | Quick Step           | Quick Step                | Quick Step           |                   |                      |                   |
| 61                    | Samuel Dumoulin            | 122º                  | 141                  | Carlos Barredo            | 41º                  |                   |                      |                   |
| 62                    | Tony Gallopin              | 87º                   | 142                  | Dario Cataldo             | 69º                  |                   |                      |                   |
| 63                    | Mickaël Buffaz             | AB-2                  | 143                  | Kevin De Weert            | 62º                  |                   |                      |                   |
| 64                    | Arnaud Labbe               | 152º                  | 144                  | Nikolas Maes              | 130º                 |                   |                      |                   |
| 65                    | David Moncoutié            | 12º                   | 145                  | Davide Malacarne          | 124º                 |                   |                      |                   |
| 66                    | Remi Pauriol               | 71º                   | 146                  | Branislau Samoilau        | AB-8                 |                   |                      |                   |
| 67                    | Nico Sijmens               | 94º                   | 147                  | Andreas Stauff            | 143º                 |                   |                      |                   |
| 68                    | Sébastien Minard           | 100º                  | 148                  | Matteo Tosatto            | 65º                  |                   |                      |                   |
| 69                    | Romain Zingle              | 85º                   | 149                  | Wouter Weylandt           | 144º                 |                   |                      |                   |
| Euskaltel-Euskadi     | Euskaltel-Euskadi          | Euskaltel-Euskadi     | Rabobank             | Rabobank                  | Rabobank             |                   |                      |                   |
| 71                    | Igor Antón                 | AB-14                 | 151                  | Mauricio Ardila           | 118º                 |                   |                      |                   |
| 72                    | Koldo Fernandez            | 139º                  | 152                  | Óscar Freire              | NP-15                |                   |                      |                   |
| 73                    | Beñat Intxausti            | AB-15                 | 153                  | Juan Manuel Gárate        | 44º                  |                   |                      |                   |
| 74                    | Egoi Martínez              | AB-14                 | 154                  | Dmitry Kozontchuk         | 132º                 |                   |                      |                   |
| 75                    | Mikel Nieve                | 10º                   | 155                  | Sebastian Langeveld       | 114º                 |                   |                      |                   |
| 76                    | Juan José Oroz             | 54º                   | 156                  | Grischa Niermann          | 70º                  |                   |                      |                   |
| 77                    | Amets Txurruka             | 29º                   | 157                  | Denis Menchov             | 39º                  |                   |                      |                   |
| 78                    | Pablo Urtasun              | 99º                   | 158                  | Laurens Ten Dam           | AB-16                |                   |                      |                   |
| 79                    | Gorka Verdugo              | 82º                   | 159                  | Nick Nuyens               | 125º                 |                   |                      |                   |

## Legenda
| Legenda                   | Legenda | Legenda      | Legenda                                                                                           |
| ------------------------- | --- | ------------ | ------------------------------------------------------------------------------------------------- |
| Dorsal                    | Dorsal de saída do ciclista | Posição      | Posição final na classificação geral                                                              |
| Maillot vermelho          | Indica o vencedor da classificação geral                                                                                       |              | Indica o vencedor da classificação da montanha                                                    |
| Maillot verde             | Indica o ganhador da classificação por pontos                                                                                  | Maillot alvo | Indica o ganhador da classificação da combinada                                                   |
| classificação por equipas | Indica o ganhador da classificação por equipas                                                                                 | Combatividad | Indica o ganhador da combatividade                                                                |
| NP                        | Indica um ciclista que não tem tomado a saída numa etapa, seguido do número de etapa na que não tomou a saída                  | AB           | Indica um ciclista que não tem finalizado uma etapa, seguido do número de etapa em que se retirou |
| HD                        | Indica um ciclista que tem finalizado uma etapa fora de controle, seguido do número de etapa na que ocorreu dita circunstância | DSQ          | Corredor desclassificado                                                                          |